# Håkan Södergren
Karl Håkan Södergren (Rosersberg, 14 giugno 1959) è un ex hockeista su ghiaccio svedese.

## Palmarès

### Olimpiadi invernali
- 2 medaglie:
  - 2 bronzi (Sarajevo 1984; Calgary 1988)

### Mondiali
- 2 medaglie:
  - 1 oro (Austria 1987)
  - 1 argento (Unione Sovietica 1986)